# Limnofil
Limnofil – organizm charakterystyczny dla wód stojących. Jest pojęciem bliskim limnobiontowi, przy czym w razie rozróżniania, uznaje się, że limnofil osiąga optimum w wodach stojących, a limnobiont ponadto nie może występować w wodach płynących. Jest to więc pojęcie tożsame z reoksenem i stagnofilem, a w związku z tym, przez niektórych uważane za termin zbędny.